# Minna Peschka-Leutner
Minna Peschka-Leutner, Oostenrijk Wenen 25 oktober 1839 – Duitsland Wiesbaden 12 januari 1890, was een Oostenrijks sopraan met coloratuurkwaliteit.
Ze trouwde in 1861 met de Weense arts Johann Peschka.
Minna von Leutner kreeg haar opera-opleiding van Heinrich Proch. In 1856 begon haar ster te stralen in Breslau met de rol Agathe in Der Freischütz van Carl Maria von Weber. Later werd ze lid van het opera- en toneelgezelschap van Dessau. Vervolgens ging ze, naar Darmstadt, in 1865, waar ze ook enige lessen volgde, naar het Leipzig Stadttheater 1868-1876, Keulen en Hamburg. Ze maakte concertreizen naar de Verenigde Staten: in 1872 naar Boston en in 1882 naar New York en Chicago. Ze werd daar aangekondigd als The greatest soprano that has ever visited the United States. In 1887 zei ze de muziekwereld vaarwel, wellicht gaf ze nog wat lessen. Ze overleed aan een hevige griep.
Een enkel concert:
- 4 februari 1875: Eruditio Musica-concert in Rotterdam, ze was ook in 1873 in Rotterdam geweest
- 19 januari 1871: Concert in het Gewandhaus met het Gewandhausorchester onder leiding van Carl Reinecke. Ze zong een aria uit Faust van Louis Spohr, een aria uit Die Entführung aus dem Serail van Wolfgang Amadeus Mozart en Ein Sommernachtstraum van Felix Mendelssohn Bartholdy. Andere solist van de avond was Agathe Backer-Grøndahl.

bronnen
- Dit artikel of een eerdere versie ervan is een (gedeeltelijke) vertaling van het artikel Minna Peschka-Leutner op de Duitstalige Wikipedia, dat onder de licentie Creative Commons Naamsvermelding/Gelijk delen valt. Zie de bewerkingsgeschiedenis aldaar.
- Studie naar concerten van Agathe Backer-Grøndahl

- Gemeinsame Normdatei: 116094001
- Virtual International Authority File: 22884362
- WorldCat: E39PBJwRYb9RrvXmd3b7GJYkjC